# Герд, Лора Александровна
Ло́ра Алекса́ндровна Герд (род. 16 ноября 1970, Ленинград) — российский историк, доктор исторических наук. Действительный член Императорского православного палестинского общества.
В область научных интересов входят история Византии, греческая палеография, каноническое право, история византийских исследований, история византийского наследия в России Нового времени, внешняя политика России на христианском Востоке (Османская империя и Балканы), вопросы конфессиональной политики и национализма в Восточно-Средиземноморском регионе XIX — начала XX века.

## Биография
Дочь лингвиста А. С. Герда. В 1987—1992 годы обучалась на филологическом факультете Ленинградского (Санкт-Петербургского) государственного университета. С ноября 1992 по ноябрь 1994 обучалась в аспирантуре Санкт-Петербургского филиала ИРИ РАН.
В 1994 году защитила диссертацию «Вопросы церковного права в „Тактиконе“ византийского канониста XI в. Никона Черногорца» на соискание учёной степени.
В декабря 1994 стала старшим лаборантом-исследователем отдела всеобщей истории Санкт-Петербургского института истории РАН. С июня 1995 — младший научный сотрудник отдела всеобщей истории Санкт-Петербургского института истории РАН. С декабря 1999 года — научный сотрудник отдела всеобщей истории Санкт-Петербургского института истории РАН. С апреля 2000 — ст. науч. сотрудник отдела всеобщей истории Санкт-Петербургского института истории РАН.
В 2006 году защитила диссертацию «Константинополь и Петербург: Церковная политика России на православном востоке (1878—1898)» на соискание учёной степени доктора исторических наук.
В 2005—2006 годы преподавала древнегреческий язык в Санкт-Петербургской классической гимназии № 610.
С июня 2007 года — ведущий научный сотрудник отдела всеобщей истории Санкт-Петербургского института истории РАН.
С 2009 года преподаёт в Санкт-Петербургской духовной академии.

## Публикации
- Византийские завещания. Функция преамбулы // Вспомогательные исторические дисциплины. — Т. XXV. — 1994. — C. 240—255
- «Тактикон» Никона Черногорца как источник по истории харистикариата в Византии // Византийский временник. — Т. Том 55 (80). Часть 1. — М., 1994. — C. 111—115
- Еп. Порфирий Успенский: из эпистолярного наследия // Архивы русских византинистов в Санкт-Петербурге — СПб.: Дмитрий Буланин, 1995. — 464 с. — С. 8—21
- Дополнение: Фотоархив В. Н. Бенешевича // Архивы русских византинистов в Санкт-Петербурге — СПб.: Дмитрий Буланин, 1995. — 464 с. — C. 381—388
- Вопросы покаянной дисциплины в «Тактиконе» Никона Черногорца // Византийский Временник. — Т. 56. — М., 1996. — C. 176—184
- το τακτικών του Νίκονου του Μαυρορείτου στη ρωσική βιβλιογραφία // Buzantina Meltai. — T. 7. 1996;
- Byzantine testaments: the role of the preamble // Acts. XVIIIth International Congress of Byzantine Studies. Selected papers: Main and communications. Moscow, 1991. — Vol. I. Shepardstown, 1996;
- Армяне и грузины в Антиохийских монастырях XI в. (по «Тактикону» Никона Черногорца) // Русь и южные славяне. Сб. статей к 100-летию со дня рождения В. А. Мошина. СПб., 1998;
- Архимандрит Антонин Капустин и его научная деятельность (по материалам петербургских архивов) // Рукописное наследие русских византинистов в архивах Санкт-Петербурга / Под ред. член-корр. РАН И. П. Медведева. — СПб.: Дм. Буланин, 1999. — 632 с. — С. 8-35
- В. Г. Васильевский: портрет ученого в свете его неизданной переписки // Рукописное наследие русских византинистов в архивах Санкт-Петербурга / Под ред. член-корр. РАН И. П. Медведева. — СПб.: Дм. Буланин, 1999. — 632 с. — С. 52-67
- О работе Санкт-Петербургской византийской группы // Византийский Временник. 1999. — Том 59 (84). — C. 296—299
- Неизданные главы о крещении из Номоканона Мануила Малаксы // Ученые записки Российского православного университета Ап. Иоанна Богослова. Вып. 5. М., 2000;
- Неизданные формуляры писем из Номоканона Мануила Малаксы (XVI в.) // ВИД. Т. XXVII. СПб., 2000. — C. 331—340;
- Канонические аспекты турецкого нашествия в «Тактиконе» Никона Черногорца // Московия. Проблемы византийской и новогреческой филологии. М., 2001;
- Описание двух канонических сборников из библиотеки «Иван Вазов» г. Пловдива // Византийский Временник. 2002. — Том 61 (86). — C. 133—137
- Старообрядческое посольство 1892 г. в Константинополе // Славянский альманах. М., 2003;
- Palimpsests in the Libraries of St Petersburg / Vingradov A. Griechische Palimpseste in den russischen Sammlungen. Aanhang 1 // Rinascimento virtual. Digitale Palimpsestforschung. Bratislava, 2002;
- Русский грек в Константинополе Г. П. Беглери // Страницы российской истории : Проблемы, события, люди: Сборник статей в честь Бориса Васильевича Ананьича. — СПб. : Дмитрий Буланин, 2003. — С. 238—252.
- Россия и греко-болгарский вопрос в 80—90-е годы XIX века // Религии мира. История и современность. М., 2004. — С. 304—375.
- И. Е. Троицкий: по страницам архива ученого; // Мир русской византинистики : Материалы архивов Санкт-Петербурга / Под ред. член-корр. РАН И. П. Медведева. — СПб.: Дм. Буланин, 2004. — 832 с. — C. 8—40
- В. В. Болотов: обзор рукописного наследия // Мир русской византинистики : Материалы архивов Санкт-Петербурга / Под ред. член-корр. РАН И. П. Медведева. — СПб.: Дм. Буланин, 2004. — 832 с. — 256—285
- Переписка В. Н. Хитрово в архивном фонде А. А. Дмитриевского // Православный Палестинский сборник. Вып. 102. — М., 2005;
- К 70-летию Игоря Павловича Медведева // Византийский Временник. 2015. — Том 64 (89).
- А. А. Дмитриевский как староста Николо-Барградской церкви в Петербурге // Родное и вселенское. К 60-летию Н. Н. Лисового. М., 2006;
- Ещё один проект «русского Константинополя». Записка Ф. И. Успенского 1915 г. // ВИД. Т. XXX. СПб., 2007
- Рецензия на: Παπουλίδης, Κ. Κ. Πορφυρίου Οὐσπένσκι Ἁγιορειτικῶν ἐποπτεία. Άγιον Όρος, Καρυές, 2005 ("Αγιορείτικη βιβλιοθήκη). 173 σ. // Византийский Временник. 2007. — Том 66 (91). — C. 284—285
- А. А. Дмитриевский: между наукой и церковной политикой // Всеобщая история и история культуры. СПб., 2008;
- Порфирий Успенский и его деятельность на христианском Востоке // Санкт-Петербург и Греция. Прошлое и настоящее. Материалы международной конференции 26—29 октября 2006 г. СПб., 2008;
- Неосуществленный проект приобретения патмосских листов Пурпурного кодекса // Палеография и кодикология: 300 лет после Монфокона. М., 2008;
- Предварительное описание поствизантийских юридических рукописей Российской национальной библиотеки // Византийский временник. — Т. 68 (93). 2009. — С. 300—338
- Библиотекарь Пантелеймонова монастыря иеросхимонах Матфей и А. А. Дмитриевский (по материалам переписки) // Каптеревские чтения. Вып. 8. — М., 2010;
- Россия и греко-болгарский церковный вопрос в 1901—1914 гг. // Исторические записки. — Т. 13 (131). — 2010;
- Рецензия на: Вальденберг В. Е. История византийской политической литературы в связи с историей философских течений и законодательства. СПб.: Дмитрий Буланин, 2008 // Византийский Временник. 2010. — Том 69 (94). — C. 345—347
- Рецензия на: Прп. Максим Исповедник. Вопросы и недоумения // Византийский Временник. 2011. — Том 70 (95). — C. 272—273
- Реликвии в византийском и поствизантийском каноническом праве // Античная древность и Средние века. Вып. 40. Екатеринбург, 2011;
- Был ли русофилом Константинопольский патриарх Иоаким III? // XXI богословская конференция ПСТГУ. Москва, 17—23 ноября 2010 г. Материалы. Т. I. М., 2011;
- К истории русских научных учреждений на христианском Востоке // Палестинский сборник. Вып. 107. М., 2011;
- Το Οικουμενικό Πατριαρχείο Κωνσταντινουπόλεως και η Ρωσική πολιτική στην Ανατολή (1878—1914) // Identities in the Greek world (from 1204 to present day). 4th European Congress of Modern Greek Studies. Granada, 9—12 September 2010. Proceedings. Vol. 3 / Ed. By K. A. Dimadis. — Athens, 2011;
- Μία σελίδα των σχέσεων ανάμεσα στην Πετρούπολη και την Κωνσταντινούπολη. Ο ρώσος πράκτορας Γ.Π.Βεγλερής // Ρωσία και Μεσόγειος. Πρακτικά Α΄ Διεθνούς συνεδρίου (Αθήνα, 19-22 Μαίου 2005) / Επ. Ο. Κατσιαρδή-Hering, Α. Κόλια-Δερμιτζάκη, Κ. Γαρδίκα, Μ. Σκούντζου. — Αθήνα, 2011;
- Покаянные главы в поствизантийских номоканонах (некоторые предварительные замечания) // Современные проблемы археографии. Сборник статей по материалам конференции, проходившей в Библиотеке РАН 25—27 мая 2010 г. — СПб., 2012;
- Церковная политика России в Константинопольском патриархате и на Балканах в 1850—1860-е годы. Основные проблемы // Х Плехановские чтения. Россия: средоточие народов и перекресток цивилизаций. Материалы конференции. Санкт-Петербург, Дом Плеханова, 30 мая—1 июня 2012 г. — СПб., 2012;
- Опити за вдигане на българската схизма по време на Балканската война и Русия // Русия, Европа и светът. Сборник с материали от международна научна конференция. София, 28—29 септември 2009. София, 2012;
- Русские проекты будущего Палестину после окончания Первой мировой войны // Религии мира. История и современность. 2006—2010. — М.; СПб., 2012;
- Перезахоронение останков человека в поствизантийском каноническом праве // ΠΟΛΕΜΟΛΟΓΟΣ. Сборник статей памяти профессора В. В. Кучмы. Волгоград, 2012. — C. 215—226
- «Аттические ночи» архимандрита Антонина Капустина // Архимандрит Антонин Капустин. Дневник. Год 1850. — 2013. — С. 133—170
- Никифор Григора и его эпоха // Никифор Григора История ромеев. — СПб., 2013. — Т.1, Кн. I—XI. — С. VII-XXXVIII
- Ἀπο την αλληλογραφία του μοναχού Ματθαίου, βιβλιοφύλακα της Ι. Μ. Αγ. Παντελεήμονος του Αγίου Όρους // Άγιον Όρος και λογιοσύνη. Πρακτικά συνεδρίου. Θεσσαλονίκη, 22-24 Νοεμβρίου 2013. Θεσσαλονίκη, 2014. — Σ. 373—386.
- Секуляризация имений восточных монастырей и церквей в Валахии и Молдавии в начале 1860-х годов и Россия // Вестник православного Свято-Тихоновского Гуманитарного университета. 2014. Серия II история. Вып. 6 (61). — С. 7-34;
- Россия и Святая Гора Афон: духовные и культурные связи XI — начала XX века // Дневники путешествия по России греческих монахов афонского монастыря Симонопетра игумена Неофита и иеродиакона Иоанникия 1888—1892. — 2014. — С. 7-22
- Взаимоотношения Пантелеимонова монастыря с Протатом, другими монастырями на Афоне и Константинопольской Патриархией // История русского Свято-Пантелеимонова монастыря на Афоне с 1735 до 1912 года. Издание Св.-Пантелеимонова монастыря на Афоне, 2015. — C. 343—346
- Пантелеймоновский процесс и избрание о. Макария игуменом // История русского Свято-Пантелеимонова монастыря на Афоне с 1735 до 1912 года. Издание Св.-Пантелеимонова монастыря на Афоне, 2015. — C. 346—362
- Пантелеимонов монастырь в годы русско-турецкой войны 1877—1878 гг. // История русского Свято-Пантелеимонова монастыря на Афоне с 1735 до 1912 года. Издание Св.-Пантелеимонова монастыря на Афоне, 2015. — C. 366—368
- Русская дипломатия и Св. Пантелеимонов монастырь // История русского Свято-Пантелеимонова монастыря на Афоне с 1735 до 1912 года. Издание Св.-Пантелеимонова монастыря на Афоне, 2015. — C. 410—419
- Русско-греческие отношения на Афоне в начале XX в. // История русского Свято-Пантелеимонова монастыря на Афоне с 1735 до 1912 года. Издание Св.-Пантелеимонова монастыря на Афоне, 2015. — C. 419—425
- Афон и Вселенская патриархия. Патриарх Иоаким III // История русского Свято-Пантелеимонова монастыря на Афоне с 1735 до 1912 года. Издание Св.-Пантелеимонова монастыря на Афоне, 2015. — C. 425—433
- Подданство русских монахов на Афоне // История русского Свято-Пантелеимонова монастыря на Афоне с 1735 до 1912 года. Издание Св.-Пантелеимонова монастыря на Афоне, 2015. — C. 433—436
- Пантелеимонов монастырь во второй половине XIX в. глазами русских паломников // История русского Свято-Пантелеимонова монастыря на Афоне с 1735 до 1912 года. Издание Св.-Пантелеимонова монастыря на Афоне, 2015. — C. 437—445 (в соавторстве с К. А. Вахом).
- Научная деятельность иноков Пантелеимонова монастыря // История русского Свято-Пантелеимонова монастыря на Афоне с 1735 до 1912 года. Издание Св.-Пантелеимонова монастыря на Афоне, 2015. — C. 507—521 (в соавторстве с К. А. Вахом).
- Письма французских ассумпционистов к В. Н. Бенешевичу // Spicilegium Byzantino-Rossicum: сб. ст. к 80-летию чл.-корр. РАН И. П. Медведева. — 2015. — С. 97-110
- Англиканская и русская православная миссии к несторианам Персии и Турции в конце XIX в. (по материалам донесений британских дипломатов) // Христианское чтение. — 2015. — № 2. — С. 137—157.
- Η δήμευση των μετοχίων των Ανατολικών Μοναστηρίων και Εκκλησιών στη Μολδαβία και Βλαχία στα 1860 και ο ρόλος της Ρωσίας // Η εξακτίνωση του Αγίου Ορους στον Ορθόδοξο κόσμο: τα μετόχια. Θ΄διεθνές επιστημονικό συνέδριο. Θεσσαλονίκη 21-23 Νοεμβρίου 2014. Πρακτικά. Θεσσαλονίκη, Αγιορειτική Εστία, 2015. — Σ. 229—243;
- Церковно-политическая деятельность архимандрита Антонина Капустина в Афинах (1850—1860) // Христианское Чтение. 2015. — № 6. — С. 62-95;
- Константинопольская патриархия и Русская церковь перед революцией // Государство, религия и церковь в России и за рубежом. М., институт гос. Службы и управления, 2016. — № 1 (34). — С. 280—307;
- Восточный вопрос в русской политике в XVI-начале XX вв. // История русского православного зарубежья. Т. I. Русское православное зарубежье до 1917 г. книга 1. Русское православное присутствие на христианском Востоке. Х-начало XX в. М., Издательство Московской Патриархии, 2016. — С. 118—184;
- Письма к архимандриту Антонину (Капустину) из Петербургского филиала архива РАН (1850-60-е годы) // Церковь в истории России. Сб. 11. К 70-летию Н. Н. Лисового. М.: Ин-т российской истории РАН, 2016. — С. 124—142;
- An unknown post-byzantine journey to the other world // Byzantine and Modern Greek Studies. 2016. — Vol. 39 — No. 2. — P. 227—248. (в соавторстве с С. А. Ивановым)
- Англиканская церковь и Константинопольская патриархия в конце XIX-начале XX в. // Христианское чтение. 2017. — № 1. — С. 351—368.
- Донесение об Афоне греческого консула в Салониках Г. Докоса (1887) // Покровские чтения в Брюсселе. Материалы ежегодной научной конференции. 2016. Вып. 2. 1000 лет русского Афона. История и современность. Москва-Брюссель, 2017. — С. 307—316.
- К истории болгарской схизмы: письма архимандрита Смарагда к архимандриту Антонину (Капустину) // Каптеревские чтения. Вып. 15. М., ИВИ РАН, 2017. — С. 9-31.
- Переписка архимандрита Антонина (Капустина) и П. И. Севастьянова // Православный Палестинский сборник. 2017. Вып. 114. — С. 64-113. (Совм. с К. А. Вахом)
- После Крымской войны: архимандрит Антонин в Афинах в 1856—1860 гг. // Архимандрит Антонин (Капустин). Дневник. Годы 1856—1860. — 2017. — С. 9-39.
- Акты из Афонских монастырей как материалы по исторической диалектологии греческого языка // Acta Linguistica Petropolitana. Труды института лингвистических исследований / Отв. Ред. Н. Н. Казанский. Т. XII, часть 3 / Ред. М. Л. Кисилиер, И. Е. Кузнецова, А. Ю. Русаков. СПб., «Наука», 2016. — С. 13-26. (совм. с М. Л. Кисилиер)
- Россия и Александрийский патриархат в 1840-е-1870-е гг. (по документам петербургских архивов) // Петербургский исторический журнал: исследования по российской и всеобщей истории. — СПб., 2018. — № 1 (17). — С. 139—162.
- Foreign Affairs through Private Papers: Bishop PorfiriiUspenskii and His Jerusalem Archives // Open Jerusalem. Vol. 1. Ordinary Jerusalem. 1840—1940. Opening New Archives, Revisiting a Global City/ Ed. ByAngelosDalachanisandVincentLemire. Leiden-Boston, Brill, 2018. — P. 100—117. (соавтор: Yann Potin)
- Русский остров на православном Востоке: Афон в XIX-начале XX века // Вестник РФФИ. Гуманитарные и общественные науки. 2018. — № 1. — С. 27-36.
- Путешествие архимандрита Антонина (Капустина) в Египет в 1857 г. // Россия и Палестина: научные и культурные связи (по материалам архивных, рукописных, книжных и музейных фондов) / отв. ред. Н. В. Колпакова; отв. сост. Г. З. Пумпян. СПб., БАН, 2018. — С. 135—147.
- Письма архимандрита Антонина (Капустина) к профессору И. В. Помяловскому // Православный Палестинский сборник. М., Индрик, 2018. — Вып. 115. — С. 368—386.
- Россия и духовные школы на христианском Востоке: Халкинская богословская школа // Европейские традиции в истории высшей школы в России: от доуниверситетской модели к университетам. — 2018. — С. 112—117
- Русия и българският църковен въпрос: нови архивни материали и перспективи за проучване // Балканите и Европа в Източната криза 1875—1881 г. София, Университетско издателство «Св. Климент Охридски», 2019. — С. 34‒44.
- Ρώσικα σχέδια για την Κωνσταντινούπολη το 1915 // Πόλεμος και επανάσταση στα Οθωμανικά Βαλκάνια. 18ος-20ος αιώνας / Επ. Δ. Σταματόπουλος. Θεσσαλονίκη, Επίκεντρο, 2019. — Σ. 313‒324.
- Russian Research Work in Archives of Mount Athos // Travaux et Mémoires. 23/2. Lire les Archives de l’Athos. Actes des colloque réuni à Athènes du 18 au 20 novembre 2015 à l’occasion des 70 ans de la collection re fondée par Paul Lemerle / Édités par Olivier Delouis et Kostis Smyrlis. Paris, Association des Amis de Centre d’Histoire et Civilisation de Byzance, 2019. — P. 527‒551.
- Один малоизвестный русский фотограф XIX века: Гавриил Васильевич Рюмин // Новое искусствознание. 2019. — № 4. — С. 32‒41. (В соавт. с К. А. Вахом)
- Русский археологический институт в Константинополе и французские византинисты: история двух неосуществленных проектов // Электронный научно-общественный журнал. 2019. — т. 10. — № 3 (77), S207987840004686-3-1.
- Petr Sevast’anov and his expeditions to Mount Athos (1850s): two cartons from the French Photographic Society // SCRINIUM. 2020. — pp 1–19.
- ЭМИЛЬ ЛЕГРАН И РУССКАЯ ВИЗАНТИНИСТИКА: НОВЫЕ АРХИВНЫЕ ДАННЫЕ // Ученые записки Новгородского государственного университета. 2020. — № 5 (30). — С. 23.

- Константинополь и Петербург: церковная политика России на православном Востоке (1878—1898). — Москва : Индрик, 2006. — 445 с. — ISBN 5-85759-344-1
- Русский Афон, 1878—1914 гг.: очерки церковно-политической истории / Л. А. Герд ; Российская акад. наук, Санкт-Петербургский ин-т истории. — Москва : Индрик, 2010. — 175 с. — (Серия «Русский Афон» Вып. 7).; ISBN 978-5-91674-103-2
- Константинопольский патриархат и Россия, 1901/1914. — Москва : Индрик, 2012. — 319 с. — ISBN 978-5-91674-233-6
- Russian Policy in the Orthodox East: The Patriarchate of Constantinople (1878—1914). — Warsaw-Berlin, De Gruyter Open, 2014.
- Александрийский патриархат и Россия в XIX веке: Исследования и документы. — М.: Индрик, 2020. — 920 с. — ISSN 978-5-91674-556-6 (соавторы: Петрунина О. Е., Вах К. А.)

- Греческая палеография. Учебное пособие. СПб., 2008;
- Россия и православный Восток: (X — начало XX вв.) : учебное пособие / Л. А. Герд ; Санкт-Петербургская православная духовная акад. — Санкт-Петербург : Изд-во СПбПДА, 2014. — 79 с.; 21 см. — (История Церкви). — ISBN 978-5-906627-05-6

- Россия и православный Восток: Константинопольский патриархат в конце XIX в. Письма Г. П. Беглери к проф. И. Е. Троицкому. 1878—1898 гг. / Подгот. текста, вступ. статья, комм. СПб. Издательство Олега Абышко, 2003. — 416 с.
- Неизданное письмо В. В. Болотова И. С. Пальмову // Христианское чтение. — № 19. — СПб., 2000;
- «Наша отечественная церковь занимает первое место между всеми православными церквами». Отчет профессора И. Е. Троицкого о командировке на Восток. 1886 г. / Подгот. текста, вступ. статья и комм. // Исторический архив. М., 2001;
- Болотов В. В. <Заметки о Назарете> (Публикация из архивных материалов РНБ) / Подгот. текста совм. с Е. Р. Крючковой. Вступ. статья // Colloquuia Classica et Indogermanica III. Классическая филология и индоевропейское языкознание / Под ред. Н. Н. Казанского. СПб., 2002;
- Никон Черногорец. «Тактикон». Слова 35-37 (Подготовка текста, перевод и комментарий) // Библиотека литературы Древней Руси. — Т. 8. СПб., 2003
- «В делах Востока первой заботой нашей должна быть Святая Церковь». Две записки обер-прокурора Св. Синода А. П. Толстого по греко-болгарскому вопросу с комментариями императора Александра II. 1860 г. / Подгот. текста, вступ. статья и комм. // Исторический архив. М., 2003;
- Задачи Палестинского общества (Неизданная речь В. Н. Хитрово на первых чтениях Полтавского епархиального отдела ИППО) // Православный Палестинский сборник. Вып. 106. М., 2008;
- Письма к обер-прокурору Св. Синода К. П. Победоносцеву / Подгот. к изданию и пред.; примеч. совм. с Н. Н. Лисовым // Хитрово В. Н. Собрание сочинений и писем. Т. 3. Из эпистолярного наследия / Сост., подгот. текста и комм. Н. Н. Лисового и Л. А. Герд. СПб., 2012;
- «… Чтобы между церквами Русскою и Восточною существовало постоянное, искреннее единение»: отчет о командировке по православному Востоку управляющего канцелярией Св. Синода П. И. Саломона обер-прокурору Св. Синода графу А. П. Толстому. 1860 г. / публ. подгот. Л. А. Герд // Исторический архив. — 2012. — № 2. — С. 172—180.
- Письма к обер-прокурору Св. Синода К. П. Победоносцеву / Подгот. к изданию и предисл., примеч. // В. Н. Хитрово. Собр. сочинений и писем. Т. 3. Из эпистолярного наследия / Сост., подгот. текста и коммент. совм. с Н. Н. Лисовым. СПб., 2012;
- П. А. Сырку в Болгарии (1878—1879). (Studia mediaevalia, Slavica et Byzantina, 3). София, 2012. (совм. с А. Н. Николовым);
- Архимандрит Антонин Капустин. Донесения из Константинополя 91860—1865) / Подгот. текста, предисл., коммент. М., 2013;
- Архимандрит Антонин (Капустин). Дневник. Год 1850 / Издание подготовили Л. А. Герд, К. А. Вах. — М.: «Индрик», 2013.
- Дневники путешествия по России греческих монахов афонского монастыря Симонопетра игумена Неофита и иеродиакона Иоанникия 1888—1892 / изд. подгот. Л. А. Герд и О. Е. Петрунина. — М. : Индрик, 2014. — 95 с. — 300 экз. — ISBN 978-5-91674-312-8
- Архимандрит Антонин (Капустин). Дневник. Годы 1851—1855 / Издание подготовили Л. А. Герд, К. А. Вах. — М.: «Индрик», 2015. — 536 с., илл. — Тир. 800 экз. — ISBN 978-5-91674-364-7;
- Письма В. Н. Бенешевича к французским ассумпционистам // Spicilegium Byzantino-Rossicum. Сборник статей к 80-летию члена-корреспондента РАН И. П. Медведева. М., Индрик, 2015. — С. 97-110;
- Переписка библиотекаря Русского Свято-Пантелеимонова монастыря на Афоне отца Матфея с учеными востоковедами России и других стран. Серия «Русский Афон XIX-XX веков». Т. 11. Издание русского Свято-Пантелеимонова монастыря на Афоне, 2015. Часть 2: Переписка с западноевропейскими и греческими учеными. С. 511—524; введение «Переписка отца Матфея (Ольшанского) с иностранными учеными». С. 525—876; Текст (рус. перевод, редактирование).
- Архимандрит Антонин (Капустин). Дневник. 1856—1860 / Издание подготовили Л. А. Герд, К. А. Вах. М.: «Индрик», 2017. — 700 стр. — ISBN 978-5-91674-466-8. Вступит. статья, перевод с греческого, комментарий. Тир. 300 экз.
- Архимандрит Антонин (Капустин). Донесения из Афин. 1851—1860 / Подг. текста, вступ. ст., комм. Л. А. Герд. — М.: Индрик, 2018. — 272 с. — 1000 экз.
- Александрийский патриархат и Россия в XIX веке: Исследования и документы Петрунина, О. Е., Герд, Л. А. & Вах, К. А, — М.: Издательство «Индрик», 2020. — 920 c. — (История российской дипломатии)

- Беглери Георгий Павлович // Православная энциклопедия. — М., 2002. — Т. IV : Афанасий — Бессмертие. — С. 415—416. — 39 000 экз. — ISBN 5-89572-009-9.
- БЕНЕШЕВИЧ Владимир Николаевич // Православная энциклопедия. — М., 2002. — Т. IV : Афанасий — Бессмертие. — С. 619—621. — 39 000 экз. — ISBN 5-89572-009-9. (в соавторстве с Я. Н. Щапов)
- ВАСИЛЬЕВСКИЙ Василий Григорьевич // Православная энциклопедия. — М., 2004. — Т. VII : Варшавская епархия — Веротерпимость. — С. 236—237. — 39 000 экз. — ISBN 5-89572-010-2.
- Гедеон Мануил // Православная энциклопедия. — М., 2005. — Т. X : Второзаконие — Георгий. — С. 510—511. — 39 000 экз. — ISBN 5-89572-016-1.
- Герман // Православная энциклопедия. — М., 2006. — Т. XI : Георгий — Гомар. — С. 241. — 39 000 экз. — ISBN 5-89572-017-X.
- Герман V // Православная энциклопедия. — М., 2006. — Т. XI : Георгий — Гомар. — С. 263—264. — 39 000 экз. — ISBN 5-89572-017-X.
- Герман (Каллигас) // Православная энциклопедия. — М., 2006. — Т. XI : Георгий — Гомар. — С. 246—247. — 39 000 экз. — ISBN 5-89572-017-X.
- Григорий V // Православная энциклопедия. — М., 2006. — Т. XII : Гомельская и Жлобинская епархия — Григорий Пакуриан. — С. 602—604. — 39 000 экз. — ISBN 5-89572-017-X.
- Григорий VI // Православная энциклопедия. — М., 2006. — Т. XII : Гомельская и Жлобинская епархия — Григорий Пакуриан. — С. 604. — 39 000 экз. — ISBN 5-89572-017-X.
- ДАМАЛАС Николай // Православная энциклопедия. — М., 2006. — Т. XIII : Григорий Палама — Даниель-Ропс. — С. 670. — 39 000 экз. — ISBN 5-89572-022-6.
- ДАМАСКИН // Православная энциклопедия. — М., 2006. — Т. XIII : Григорий Палама — Даниель-Ропс. — С. 688. — 39 000 экз. — ISBN 5-89572-022-6.
- ДАМАСКИН ПЕЛОПОННЕССКИЙ // Православная энциклопедия. — М., 2006. — Т. XIII : Григорий Палама — Даниель-Ропс. — С. 698. — 39 000 экз. — ISBN 5-89572-022-6.
- ДАМАСКИН СТУДИТ // Православная энциклопедия. — М., 2006. — Т. XIII : Григорий Палама — Даниель-Ропс. — С. 698-699. — 39 000 экз. — ISBN 5-89572-022-6.
- ДЕСТУНИС Гавриил Спиридонович // Православная энциклопедия. — М., 2007. — Т. XIV : Даниил — Димитрий. — С. 443-445. — 39 000 экз. — ISBN 978-5-89572-024-0.
- ДЕСТУНИС Спиридон Юрьевич // Православная энциклопедия. — М., 2007. — Т. XIV : Даниил — Димитрий. — С. 445. — 39 000 экз. — ISBN 978-5-89572-024-0.
- Дионисий Латас // Православная энциклопедия. — М., 2007. — Т. XV : Димитрий — Дополнения к „Актам Историческим“. — С. 291. — 39 000 экз. — ISBN 978-5-89572-026-4.
- Дионисий V // Православная энциклопедия. — М., 2007. — Т. XV : Димитрий — Дополнения к „Актам Историческим“. — С. 307-308. — 39 000 экз. — ISBN 978-5-89572-026-4.
- Дионисий Скилософ // Православная энциклопедия. — М., 2007. — Т. XV : Димитрий — Дополнения к „Актам Историческим“. — С. 354. — 39 000 экз. — ISBN 978-5-89572-026-4.
- Евгений Булгарис // Православная энциклопедия. — М., 2008. — Т. XVII : Евангелическая церковь чешских братьев — Египет. — С. 68-72. — 39 000 экз. — ISBN 978-5-89572-030-1.
- Евгений II // Православная энциклопедия. — М., 2008. — Т. XVII : Евангелическая церковь чешских братьев — Египет. — С. 89. — 39 000 экз. — ISBN 978-5-89572-030-1.
- Евфимий Агрителлис // Православная энциклопедия. — М., 2008. — Т. XVII : Евангелическая церковь чешских братьев — Египет. — С. 442. — 39 000 экз. — ISBN 978-5-89572-030-1.
- Иоаким II // Православная энциклопедия. — М., 2010. — Т. XXIII : Иннокентий — Иоанн Влах. — С. 156—157. — 39 000 экз. — ISBN 978-5-89572-042-4.
- Иоаким III // Православная энциклопедия. — М., 2010. — Т. XXIII : Иннокентий — Иоанн Влах. — С. 157—160. — 39 000 экз. — ISBN 978-5-89572-042-4. (в соавторстве с Ю. А. Казачковым)
- Иоаким IV // Православная энциклопедия. — М., 2010. — Т. XXIII : Иннокентий — Иоанн Влах. — С. 160. — 39 000 экз. — ISBN 978-5-89572-042-4.
- Кирилл VI // Православная энциклопедия. — М., 2014. — Т. XXXIV : Кипрская православная церковь — Кирион, Вассиан, Агафон и Моисей. — С. 562—563. — 33 000 экз. — ISBN 978-5-89572-039-4.
- Кирилл VII // Православная энциклопедия. — М., 2014. — Т. XXXIV : Кипрская православная церковь — Кирион, Вассиан, Агафон и Моисей. — С. 563—564. — 33 000 экз. — ISBN 978-5-89572-039-4.
- Константин V // Православная энциклопедия. — М., 2015. — Т. XXXVII : Константин — Корин. — С. 29—31. — 33 000 экз. — ISBN 978-5-89572-045-5.
- Константинопольская Православная Церковь XIX — нач. XX в. // Константинопольская Православная Церковь // Православная энциклопедия. — М., 2015. — Т. XXXVII : Константин — Корин. — С. 193-299. — 33 000 экз. — ISBN 978-5-89572-045-5.
- Констанций I // Православная энциклопедия. — М., 2015. — Т. XXXVII : Константин — Корин. — С. 344-348. — 33 000 экз. — ISBN 978-5-89572-045-5.
- Констанций II // Православная энциклопедия. — М., 2015. — Т. XXXVII : Константин — Корин. — С. 348-349. — 33 000 экз. — ISBN 978-5-89572-045-5.